# 语法范畴
语法范畴（Grammatical category），也称语法特征（Grammatical feature），是指通过句法或形态上的特征对各种语法意义的归类。
虽然不同学者所用的术语往往也有所差别，但还是应对语法范畴和词汇类别加以区分。后者（属于句法范畴）主要对应传统语法中的词类，即名词、形容词、动词等分类。
语法关系定义了特定词性的词与短语之间的关系，取决于这些词与短语在句法树中的位置。传统的语法关系包括主语、宾语、间接宾语等。

## 定义
语法范畴可以定义为通过句法或形态上的语法特征对各种语法意义的归类，同一范畴内的各种语法意义相互对立。但这个归类本身可以有多种内涵。

### 狭义语法范畴
狭义的语法范畴一定要与形态变化挂钩，即语法范畴的区别一定要用屈折特征（inflectional feature）体现出来。如英语名詞单数为无标，而复数则通常一定要添加复数后缀 -s 或者变为相应屈折形态。
实际上语法范畴并不一定需要通过屈折变化表示，如格这一语法范畴，既可以通过格变化表示，也可以通过介词（如日语）乃至语序（如汉语和英语）表示。

### 广义语法范畴
广义的语法范畴还包括以下三种范畴：
- 词类，即按照语义、形态、句法等特征分类的词范畴，如名词、动词等；
- 句法范畴，即按照词类及其特征分类的句子成分范畴，是中心语词类在句法的扩展，如名词短语、动词短语等；
- 句法成分，即按语法功能（语法关系）分类的句子成分范畴，如主语、谓语、宾语等。[7]

## 常见范畴
各种语言的语法范畴不大相同，常见的语法范畴及其语法意义有：
- 性（gender）：阴性、阳性、中性等；
- 数（number）：单数、复数等；
- 格（case）：主格、宾格、属格、作格、通格、与格、工具格等；
- 时（时态，tense）：現在時、将来时、过去时等；
- 体（aspect）：进行体、完成体、完整体、非完整体等；
- 态（语态，voice）：主動語態、被動語態、中間被動語態、反被動語態、應動語態等；
- 式（语气，mood）：陈述语气、祈使語氣、虚拟语气、條件語氣等；
- 身（人称，person）：第一人稱、第二人称、第三人稱等；
- 级（comparison）：原级、比较级、最高级（英语：Superlative）等；
- 否（英语：Affirmation and negation）（极性，polarity）：肯定、否定等；
- 生（有生性，animacy）：有生、无生等；
- 标（英语：Markedness）（有标性，markedness）：有标、无标等；
- 定（定指性，definiteness）：定指、不定指等；
- 据（言据性，evidentiality）：目睹、非目睹、推断、引述、假设等；
- 界（有界性，boundedness）：有界、无界等；
- 结点性（英语：Telicity）（telicity）：结点、非结点等；
- 排他性（clusivity）：排除、包括等；
- 尊敬度（honorifics）：亲称对立、尊敬、谦虚、美化等；
- 意外性（英语：Mirativity）（mirativity）：意外，非意外等；
- 及物性（他动性，transitivity）：不及物、及物、双及物等。见配价、论元。

## 参閲
- 语法
- 语法关系
- 句法成分
- 词汇意义

## 外部連結
- Grammatical Features (Anna Kibort page)（页面存档备份，存于）